# Joseph Landrol
Joseph Alexandre Landrol, dit Landrol, né à Bordeaux le 27 juin 1828 et décédé à Paramé le 16 août 1888 est un acteur français.

## Biographie
Il est le fils d'Hippolyte Landrol, également acteur. Il joue pendant près de quarante ans au théâtre du Gymnase, où son père termine sa carrière. Il y eut toutes sortes de rôles. On raconte qu'il savait par cœur tous les rôles et était ainsi capable de remplacer n'importe quel acteur à l'improviste. On dit qu'il fut « fidèle au Gymnase comme le soldat à sa guérite ».
Ellen Andrée apprend son rôle de comédienne grâce à lui.

## Théâtre
- 1848 : Histoire de rire, vaudeville en un acte d'Eugène Labiche et de Saint-Yves au Théâtre du Gymnase (rôle de Nourrissard).
- 1850 : Le Bourgeois de Paris ou les leçons au pouvoir, comédie-vaudeville en 3 actes de Dumanoir Clairville et Jules Cordier), Théâtre du Gymnase  (rôle : Léonce, marquis de Berny)
- 1857 : Un gendre en surveillance d'Eugène Labiche et Marc-Michel, Théâtre du Gymnase